# Bredträsket (Lycksele socken, Lappland)
Bredträsket är en sjö i Lycksele kommun och Storumans kommun i Lappland och ingår i Umeälvens huvudavrinningsområde. Sjön har en area på 1,05 kvadratkilometer och ligger 309 meter över havet. Sjön avvattnas av vattendraget Hundsjöbäcken.

## Delavrinningsområde
Bredträsket ingår i det delavrinningsområde (719768-159315) som SMHI kallar för Utloppet av Bredträsket. Medelhöjden är 331 meter över havet och ytan är 6,81 kvadratkilometer. Det finns inga avrinningsområden uppströms utan avrinningsområdet är högsta punkten. Hundsjöbäcken som avvattnar avrinningsområdet har biflödesordning 3, vilket innebär att vattnet flödar genom totalt 3 vattendrag innan det når havet efter 238 kilometer. Avrinningsområdet består mestadels av skog (63 procent) och sankmarker (18 procent). Avrinningsområdet har 1,05 kvadratkilometer vattenytor vilket ger det en sjöprocent på 15,3 procent.